# Citroën BX
De Citroën BX was een middenklasse automodel van het Franse automerk Citroën. De BX werd in 1982 geïntroduceerd, oorspronkelijk als een aanvulling van het gamma naast de Citroën GSA, de toenmalige middenklasser van het merk. De BX werd ietwat hoger in de markt gepositioneerd. Na 4 jaar - in 1986 - werd de BX de definitieve opvolger van de GSA en verdween voorgaande uit het gamma. De BX was een gezinswagen, die de nadruk legde op degelijkheid, betaalbaarheid en comfort. Kenmerkend voor iedere grote Citroën was de hydropneumatische vering, die ook in de BX standaard aanwezig was. De wagen werd getekend door Marcello Gandini van ontwerpstudio Bertone. De BX was opmerkelijk vormgegeven. De rechte, hoekige lijnen die zowel in het exterieur als het interieur doorgetrokken werden, vormden een trendbreuk met de glooiende, natuurlijke lijnen uit jaren 70.
Bij zijn introductie was de BX een revolutionaire auto, en werd door Carl Hahn - de toenmalige CEO van Volkswagen - omschreven als "in theorie de beste auto."
Het motorengamma liep uiteen van een 1.1, alleen leverbaar in een aantal landen rond de Middellandse Zee, tot een 1.9 16klepper. De XUD-dieselmotoren stonden bekend om zowel prestaties als betrouwbaarheid. De 1.9 atmosferische diesel van PSA (65 pk en later 71 pk) was het populairst. Door de jaren heen zijn er meerdere sportieve versies verschenen van de BX, zoals de BX Sport, de GT, de GTi, en als topmodel in 1987 de BX GTi 16V die in Nederland de beschikking had over 160 pk.
Van de BX werden gedurende de twaalf jaar van zijn geschiedenis zo'n 2,3 miljoen stuks geproduceerd. De goedkopere modellen in het BX-assortiment werden vanaf 1991 geleidelijk vervangen door de Citroën ZX. De duurdere versies kregen vanaf 1993 een opvolger onder de naam Xantia. Aanvankelijk verkrijgbaar als berline en later ook als break. Daarom werd de BX Break nog een jaar langer geproduceerd.

## Ontwikkeling

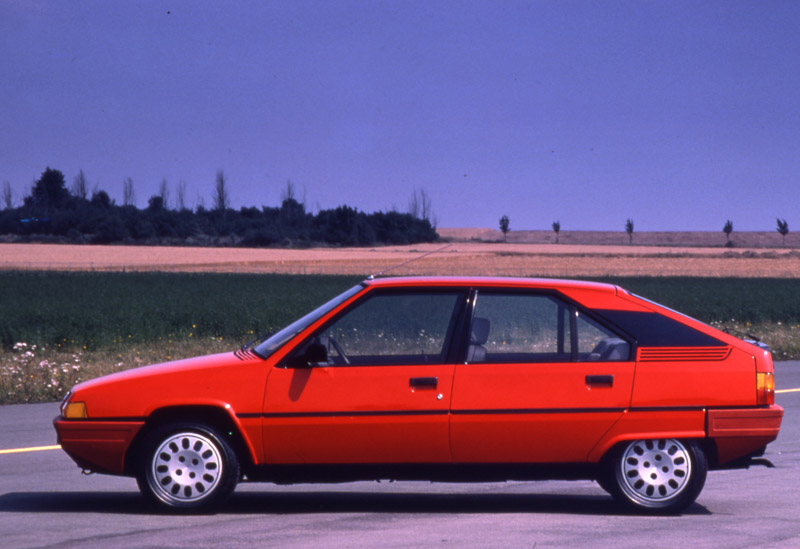
Zijaanzicht

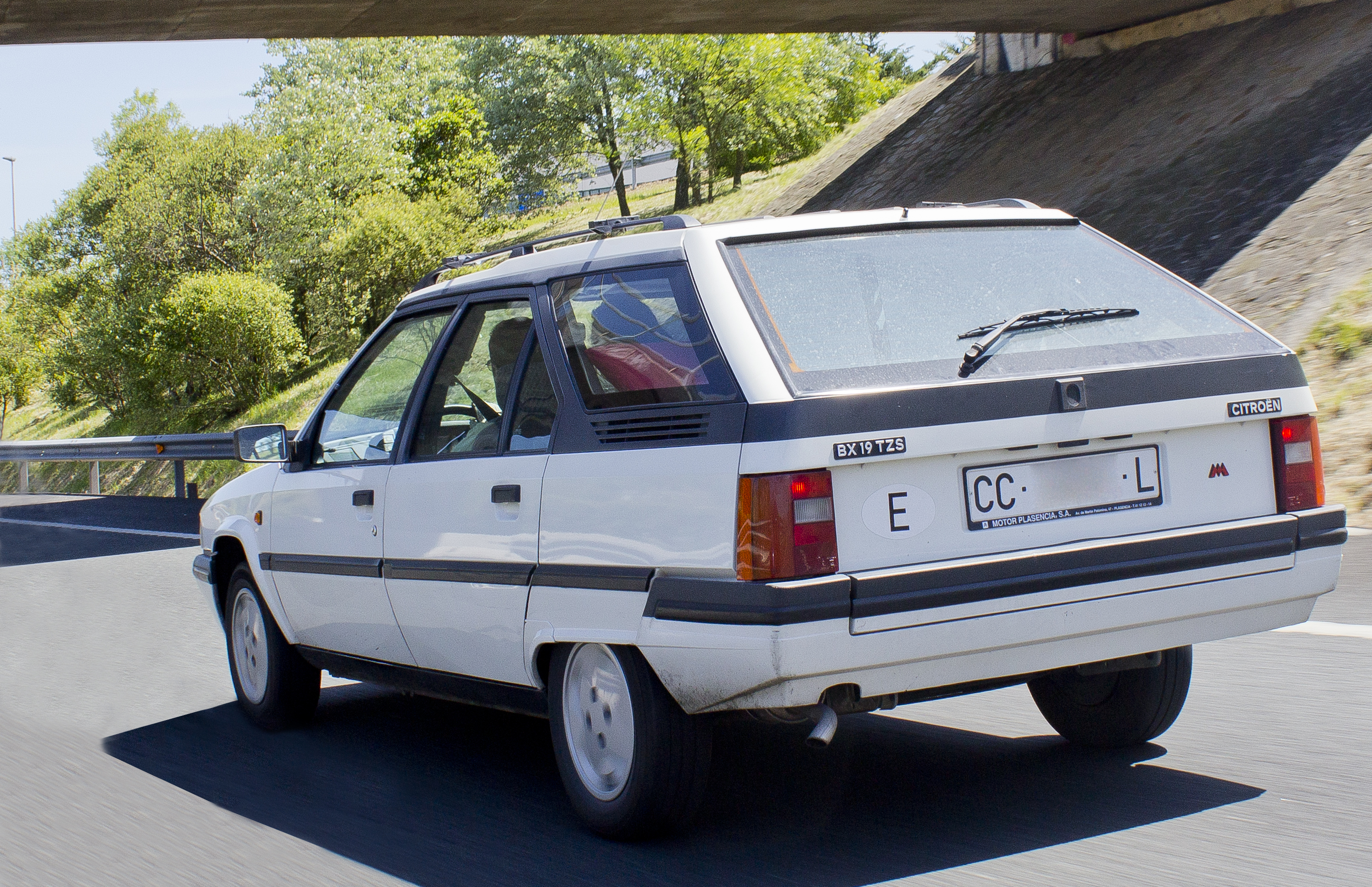
Een BX Break, de stationuitvoering

In 1974 begon de ontwikkeling van wat later de BX zou worden, onder de interne benaming project X. De wagen die men ontwikkelde, zou in de markt gezet worden tussen de GS en de recent geïntroduceerde CX. Na de overname van Citroën door Peugeot, werd project X door de nieuwe directie geherdefinieerd tot project XA. De XA zou op termijn de plaats van de duurdere GS'en in het gamma overnemen, maar zou grotendeels de techniek en motoren uit de GS behouden. De wagen zou leverbaar zijn als berline en als break.
Het ontwerpen van de wagen verliep echter moeizaam. Nadat Robert Opron (de hoofdontwerper van onder andere de Citroën GS, SM en CX) het merk verlaten had, was het een moeilijke opgave voor de ontwerpers van Citroën om met iets vernieuwends te komen. De meeste concepttekeningen kwamen van ontwerpers Luc Louis en Jean Giret. Die laatste was na het vertrek van Opron aangesteld als hoofdontwerper, maar kreeg nooit de bijhorende bevoegdheden.
In 1977 werd Jean-Paul Parayre de nieuwe directeur van PSA (de groep waar Citroën en Peugeot samen deel van uitmaken). Parayre stroomlijnde de werking van de twee zusterbedrijven, door ze elk een duidelijk omlijnde eigen identiteit te geven, door lanceringen van nieuwe modellen op elkaar af te stemmen, en vooral door ze onderling zoveel mogelijk onderhuidse technische componenten te laten delen. Het gevolg hiervan was dat project XA wederom bijgestuurd moest worden. Project XB zou zowel gloednieuwe motoren als het onderstel delen met een later te introduceren Peugeot.
Daar het ontwerpen van project XB nog steeds niet wilde vlotten, werd er voor het eerst in de geschiedenis van het merk beroep gedaan op een extern bureau om de toekomstige BX vorm te geven. De keuze viel uiteindelijk op het ontwerp van Marcello Gandini, van het Italiaanse Bertone. Voor Citroën was dit een breuk met het verleden. Dit verklaart de slogan die gebruikt werd bij de introductie: 'Voici la nouvelle Citroën." Dit is niet zomaar een nieuwe Citroën, dit is hét nieuwe Citroën. Het definitieve ontwerp zou na slechts zes maanden gereed zijn. Hoewel oorspronkelijk een team van Citroën voor de vormgeving van het interieur verantwoordelijk was, werd ook hier uiteindelijk voor het ontwerp van Gandini gekozen. Enkel de meterbehuizing werd gewijzigd.
Voor zijn introductie werd de BX uitvoerig getest op de testbaan van Citroën in La Ferté-Vidame. Voor de naam van de BX werden de letters van project XB omgewisseld, zodat hij in lijn zou liggen met de grotere CX en de later te introduceren kleine AX.

## Geleverde motoren
Gegevens van de basismodellen:

#### Benzinemotoren
| BX                            | BX        | BX        | BX      | BX       | BX     | BX           | BX         | BX          | BX          |
| Type                          | Motor     | Motor     | Motor   | Vermogen | Koppel | Overbrenging | 0–100 km/h | Topsnelheid | Jaartal     |
| Type                          | Inhoud    | Cilinders | Kleppen | Vermogen | Koppel | Overbrenging | 0–100 km/h | Topsnelheid | Jaartal     |
| ----------------------------- | --------- | --------- | ------- | -------- | ------ | ------------ | ---------- | ----------- | ----------- |
| 14                            | 1.360 cm³ | 4-in-lijn | 8V      | 62 pk    | 106 Nm | 4-bak        | 15,6 s     | 155 km/h    | 1983 - 1986 |
| 14                            | 1.360 cm³ | 4-in-lijn | 8V      | 63 pk    | 106 Nm | 4-bak        | 15,6 s     | 155 km/h    | 1986 - 1989 |
| 14 E/RE                       | 1.360 cm³ | 4-in-lijn | 8V      | 72 pk    | 106 Nm | 5-bak        | 13,5 s     | 163 km/h    | 1983 - 1986 |
| 14 E/RE                       | 1.360 cm³ | 4-in-lijn | 8V      | 72 pk    | 105 Nm | 5-bak        | 13,5 s     | 163 km/h    | 1986 - 1989 |
| 14 Injection/TE/TGE/Deauville | 1.360 cm³ | 4-in-lijn | 8V      | 75 pk    | 109 Nm | 5-bak        | 13,3 s     | 170 km/h    | 1989 - 1993 |
| 16 RE                         | 1.580 cm³ | 4-in-lijn | 8V      | 75 pk    | 123 Nm | 5-bak        | 14,1 s     | 165 km/h    | 1988 - 1989 |
| 16 RS/TRS                     | 1.580 cm³ | 4-in-lijn | 8V      | 94 pk    | 135 Nm | 5-bak        | 11,3 s     | 176 km/h    | 1983 - 1986 |
| 16 RS/TRS                     | 1.580 cm³ | 4-in-lijn | 8V      | 94 pk    | 135 Nm | 5-bak        | 11,3 s     | 176 km/h    | 1986 - 1988 |
| 16 TGI/TZI                    | 1.580 cm³ | 4-in-lijn | 8V      | 90 pk    | 128 Nm | 5-bak        | 11,5 s     | 174 km/h    | 1989 - 1993 |
| 16 TRI                        | 1.580 cm³ | 4-in-lijn | 8V      | 105 pk   | 135 Nm | 5-bak        | 10,1 s     | 185 km/h    | 1986 - 1989 |
| 19 GT                         | 1.905 cm³ | 4-in-lijn | 8V      | 105 pk   | 158 Nm | 5-bak        | 10,0 s     | 185 km/h    | 1983 - 1986 |
| 19 TRS                        | 1.905 cm³ | 4-in-lijn | 8V      | 105 pk   | 158 Nm | 5-bak        | 10,0 s     | 185 km/h    | 1986 - 1988 |
| 19 TRS                        | 1.905 cm³ | 4-in-lijn | 8V      | 97 pk    | 147 Nm | 5-bak        | 10,9 s     | 180 km/h    | 1988 - 1989 |
| 19 TRI                        | 1.905 cm³ | 4-in-lijn | 8V      | 103 pk   | 142 Nm | 5-bak        | 9,9 s      | 187 km/h    | 1986 - 1988 |
| 19 TZI                        | 1.905 cm³ | 4-in-lijn | 8V      | 109 pk   | 158 Nm | 5-bak        | 10,7 s     | 189 km/h    | 1989 - 1993 |
| 19 Sport                      | 1.905 cm³ | 4-in-lijn | 8V      | 126 pk   | 172 Nm | 5-bak        | 8,9 s      | 195 km/h    | 1985 - 1986 |
| 19 GTI                        | 1.905 cm³ | 4-in-lijn | 8V      | 125 pk   | 170 Nm | 5-bak        | 8,9 s      | 198 km/h    | 1986 - 1989 |
| 19 GTI                        | 1.905 cm³ | 4-in-lijn | 8V      | 122 pk   | 150 Nm | 5-bak        | 10,9 s     | 196 km/h    | 1989 - 1993 |
| 19 GTI 4WD                    | 1.905 cm³ | 4-in-lijn | 8V      | 122 pk   | 150 Nm | 5-bak        | 11,2 s     | 188 km/h    | 1989 - 1992 |
| 19 GTI 16V                    | 1.905 cm³ | 4-in-lijn | 16V     | 160 pk   | 181 Nm | 5-bak        | 7,9 s      | 218 km/h    | 1987 - 1989 |
| 19 GTI 16 Valve               | 1.905 cm³ | 4-in-lijn | 16V     | 147 pk   | 166 Nm | 5-bak        | 9,6 s      | 213 km/h    | 1989 - 1992 |
| BX Break                      |           |           |         |          |        |              |            |             |             |
| 16 RE                         | 1.580 cm³ | 4-in-lijn | 8V      | 75 pk    | 123 Nm | 5-bak        | 14,8 s     | 161 km/h    | 1988 - 1989 |
| 16 RS                         | 1.580 cm³ | 4-in-lijn | 8V      | 94 pk    | 135 Nm | 5-bak        | 11,7 s     | 170 km/h    | 1985 - 1988 |
| 16 TGI                        | 1.580 cm³ | 4-in-lijn | 8V      | 88 pk    | 128 Nm | 5-bak        | 11,9 s     | 170 km/h    | 1989 - 1994 |
| 16 TRI                        | 1.580 cm³ | 4-in-lijn | 8V      | 105 pk   | 127 Nm | 5-bak        | 10,8 s     | 180 km/h    | 1986 - 1989 |
| 19 TRS                        | 1.905 cm³ | 4-in-lijn | 8V      | 105 pk   | 158 Nm | 5-bak        | 10,5 s     | 182 km/h    | 1985 - 1988 |
| 19 TRS                        | 1.905 cm³ | 4-in-lijn | 8V      | 97 pk    | 147 Nm | 5-bak        | 11,6 s     | 175 km/h    | 1988 - 1989 |
| 19 TRI                        | 1.905 cm³ | 4-in-lijn | 8V      | 103 pk   | 142 Nm | 5-bak        | 10,9 s     | 182 km/h    | 1986 - 1988 |
| 19 TZI                        | 1.905 cm³ | 4-in-lijn | 8V      | 122 pk   | 150 Nm | 5-bak        | 11,6 s     | 189 km/h    | 1989 - 1994 |
| 19 4WD                        | 1.905 cm³ | 4-in-lijn | 8V      | 109 pk   | 158 Nm | 5-bak        | 12,5 s     | 178 km/h    | 1989 - 1992 |

#### Dieselmotoren
| BX                    | BX        | BX        | BX      | BX       | BX     | BX           | BX         | BX          | BX          |
| Type                  | Motor     | Motor     | Motor   | Vermogen | Koppel | Overbrenging | 0–100 km/h | Topsnelheid | Jaartal     |
| Type                  | Inhoud    | Cilinders | Kleppen | Vermogen | Koppel | Overbrenging | 0–100 km/h | Topsnelheid | Jaartal     |
| --------------------- | --------- | --------- | ------- | -------- | ------ | ------------ | ---------- | ----------- | ----------- |
| 19 D/TRD              | 1.905 cm³ | 4-in-lijn | 8V      | 65 pk    | 118 Nm | 5-bak        | 15,5 s     | 157 km/h    | 1983 - 1986 |
| 19 D/TRD              | 1.905 cm³ | 4-in-lijn | 8V      | 71 pk    | 120 Nm | 5-bak        | 16,3 s     | 165 km/h    | 1986 - 1989 |
| 19 TD/TZD/Deauville D | 1.905 cm³ | 4-in-lijn | 8V      | 71 pk    | 120 Nm | 5-bak        | 16,3 s     | 165 km/h    | 1989 - 1993 |
| TRD Turbo             | 1.769 cm³ | 4-in-lijn | 8V      | 90 pk    | 180 Nm | 5-bak        | 12,1 s     | 180 km/h    | 1988 - 1989 |
| TZD Turbo             | 1.769 cm³ | 4-in-lijn | 8V      | 90 pk    | 180 Nm | 5-bak        | 12,1 s     | 180 km/h    | 1989 - 1993 |
| BX Break              |           |           |         |          |        |              |            |             |             |
| 19 RD                 | 1.905 cm³ | 4-in-lijn | 8V      | 65 pk    | 118 Nm | 5-bak        | 16,3 s     | 155 km/h    | 1985 - 1986 |
| 19 RD                 | 1.905 cm³ | 4-in-lijn | 8V      | 71 pk    | 120 Nm | 5-bak        | 16,8 s     | 162 km/h    | 1986 - 1989 |
| 19 TGD                | 1.905 cm³ | 4-in-lijn | 8V      | 71 pk    | 120 Nm | 5-bak        | 16,8 s     | 162 km/h    | 1989 - 1994 |
| TRD Turbo             | 1.769 cm³ | 4-in-lijn | 8V      | 90 pk    | 180 Nm | 5-bak        | 12,6 s     | 174 km/h    | 1988 - 1989 |
| TZD Turbo             | 1.769 cm³ | 4-in-lijn | 8V      | 90 pk    | 180 Nm | 5-bak        | 12,6 s     | 174 km/h    | 1989 - 1994 |

## Gelijkenis met de Volvo Tundra

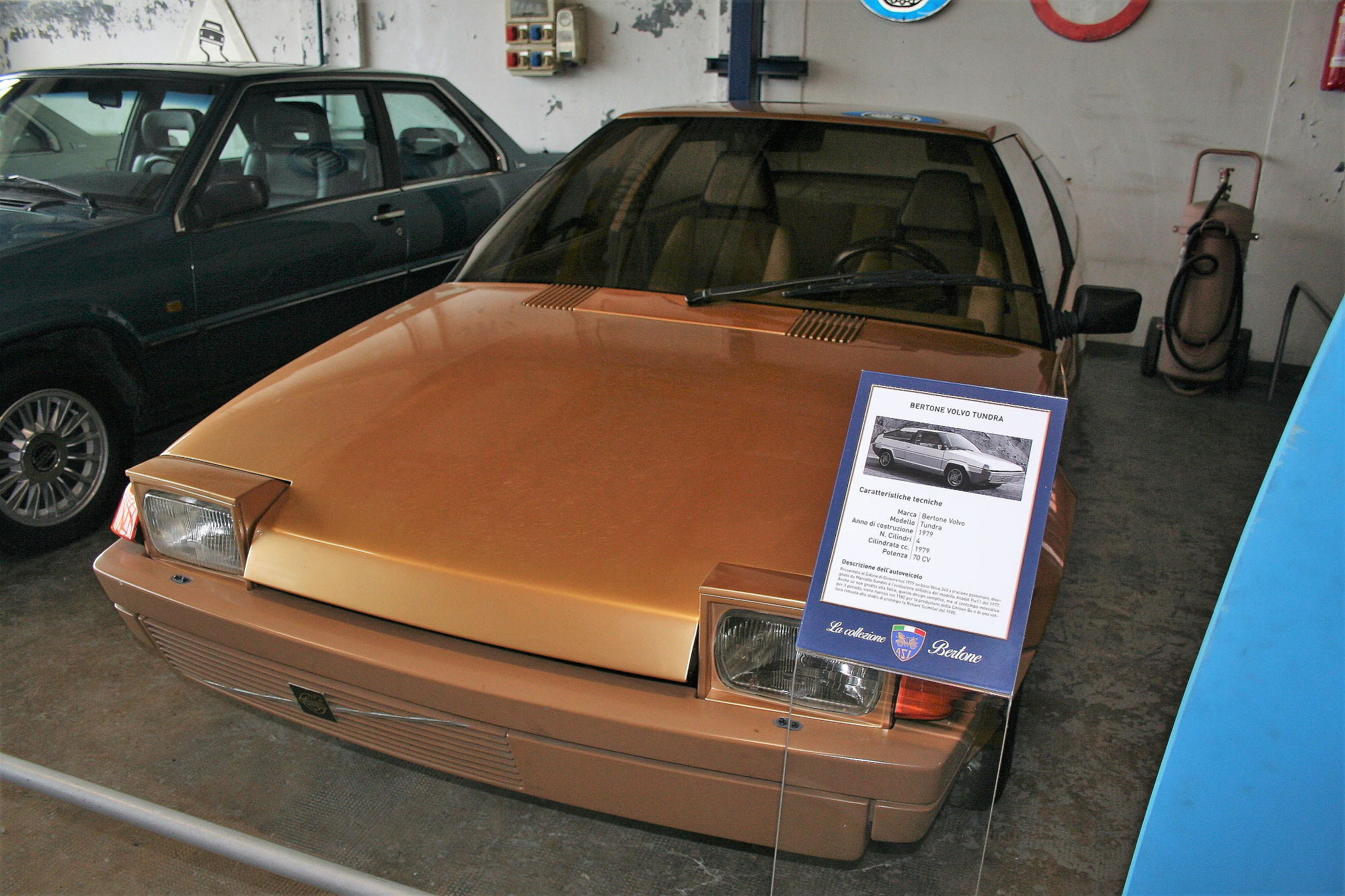
De Volvo Tundra, de conceptauto ontworpen door Marcello Gandini die sterk lijkt op de BX

Volgens een hardnekkig gerucht zou de BX gebaseerd zijn op een conceptmodel dat Marcello Gandini reeds eerder getekend had voor Volvo. Hoewel de Volvo 343 Tundra inderdaad sterke uiterlijke gelijkenissen met de Citroën vertoont, is het verhaal hoogstwaarschijnlijk andersom. De Tundra werd pas in maart 1979 gepresenteerd, nadat Gandini zijn concept voor de BX aan de Citroëndirectie had voorgesteld. Volgens Gandini zelf "werden scherpe, gedefinieerde lijnen hip in autodesign vanaf de tweede helft van de jaren 70. Ze waren het nieuwe handelsmerk van Bertone. Bovendien is het niet verwonderlijk dat wanneer je op een half jaar tijd twee gelijkwaardige auto's moet tekenen, dat ze op elkaar gaan lijken."